# 中国驻立陶宛代办处
中华人民共和国驻立陶宛共和国代办处（英語：Office of the Chargé d'Affaires of the People's Republic of China in the Republic of Lithuania），简称中国驻立陶宛代办处，是中华人民共和国驻立陶宛的外交代表机构。

## 沿革
中国驻立陶宛代办处前身是中国驻立陶宛大使馆。1991年，两国建交，中国随后设置驻立陶宛大使馆。2021年，两国关系交恶。11月，中国外交部宣布两国外交关系降级为代办级，驻立陶宛大使馆变更为代办处。
2025年6月11日，中国驻立陶宛代办处证件业务交由中国驻拉脱维亚大使馆代管。